# テイラー郡 (ウェストバージニア州)
テイラー郡（英: Taylor County）は、アメリカ合衆国ウェストバージニア州の北部に位置する郡である。2010年国勢調査での人口は16,895人であり、2000年の16,089人から5.0%増加した。郡庁所在地はグラフトン市（人口5,164人）であり、同郡で人口最大の都市でもある。テイラー郡は1844年に設立され、郡名はカロラインのジョン・テイラーに因んで名付けられた。
テイラー郡はクラークスバーグ小都市圏に属している。

## 歴史
テイラー郡となった地域には、先コロンブス期ウッドランド時代にはアデナ文化のインディアンが住んでいた。
この地域を最初に訪れたヨーロッパ人はピット砦を脱走したイギリス兵と考えられている。この兵士はフレンチ・インディアン戦争の1761年に砦を逃げ出した後の数年間、バージニア北西部をうろついていたとされている。ハドソン湾会社のヨーロッパ人交易業者が1764年にはこの地に足を踏み入れていたとされている。
テイラー郡となった地域ではプランティタウンが現在も残っている最古の町である。当初はクロスローズと呼ばれ、1801年1月1日には、長く住人だったエイブラハム・ウィリアムズに因んでウィリアムズポートと改名された。さらに1845年1月23日には開拓者のジョン・プランティに因んで現在のプランティタウンに変更された。郡が設立された1844年からプランティタウンが郡庁所在地だったが、1878年にあった住民投票で現在のグラフトンに移された。
テイラー郡は1844年1月19日にバージニア州議会の法によって設立された。郡域はバーバー郡、ハリソン郡、マリオン郡からそれぞれ一部が取られた。大半の歴史家の説では、郡名がカロラインのジョン・テイラーに因んで名付けられたとしているが、アメリカ合衆国大統領ザカリー・テイラーに因むと考える者も多い。
テイラー郡は1863年にウェストバージニア州の一部となった。郡は母の日を設立したアンナ・ジャービスの故郷であり、国際母の日殿堂がある。

## 地理
アメリカ合衆国国勢調査局に拠れば、郡域全面積は176平方マイル (455 km2)であり、このうち陸地173平方マイル (448 km2)、水域は3平方マイル (8 km2)で水域率は1.66%である。

### 主要高規格道路
- アメリカ国道50号線
- アメリカ国道119号線
- アメリカ国道250号線
- ウェストバージニア州道76号線

### 隣接する郡
- モノンガリア郡 - 北
- プレストン郡 - 東
- バーバー郡 - 南
- ハリソン郡 - 西
- マリオン郡 - 北西

## 人口動態
以下は2000年国勢調査による人口統計データである。
| 基礎データ - 人口: 16,089人 - 世帯数: 6,320 世帯 - 家族数: 4,487 家族 - 人口密度: 36人/km2（93人/mi2） - 住居数: 7,125軒 - 住居密度: 16軒/km2（41軒/mi2） 人種別人口構成 - 白人: 98.07% - アフリカン・アメリカン: 0.83% - ネイティブ・アメリカン: 0.19% - アジア人: 0.17% - 太平洋諸島系: 0.04% - その他の人種: 0.06% - 混血: 0.63% - ヒスパニック・ラテン系: 0.59% 年齢別人口構成 - 18歳未満: 22.9% - 18-24歳: 7.9% - 25-44歳: 28.5% - 45-64歳: 24.9% - 65歳以上: 15.8% - 年齢の中央値: 39歳 - 性比（女性100人あたり男性の人口） - 総人口: 95.7 - 18歳以上: 92.9 | 世帯と家族（対世帯数） - 18歳未満の子供がいる: 30.9% - 結婚・同居している夫婦: 56.4% - 未婚・離婚・死別女性が世帯主: 10.9% - 非家族世帯: 29.0% - 単身世帯: 25.5% - 65歳以上の老人1人暮らし: 12.6% - 平均構成人数 - 世帯: 2.47人 - 家族: 2.95人 収入と家計 - 収入の中央値 - 世帯: 27,124米ドル - 家族: 32,222米ドル - 性別 - 男性: 29,349米ドル - 女性: 20,116米ドル - 人口1人あたり収入: 13,681米ドル - 貧困線以下 - 対人口: 20.3% - 対家族数: 15.3% - 18歳未満: 27.0% - 65歳以上: 16.1% |

## 都市と町

### 法人化市と町
- グラフトン - 郡庁所在地
- フレミングトン

### 未編入の町
| - アスター - ベルジャム - ブルービル - ブラウンロー | - エリオッツビル - フェッターマン - ヘプジバ - ノッツビル | - ルクレティア - マギー - ミードランド - ミラータウン | - オリード - パークビュー - プランティタウン - ローズモント | - サンティアゴ - シンプソン - サウスグラフトン - タッパン | - ソーントン - ウェブスター - ウェンデル - ウェストグラフトン |